# رژه نوروزی ایرانیان نیویورک

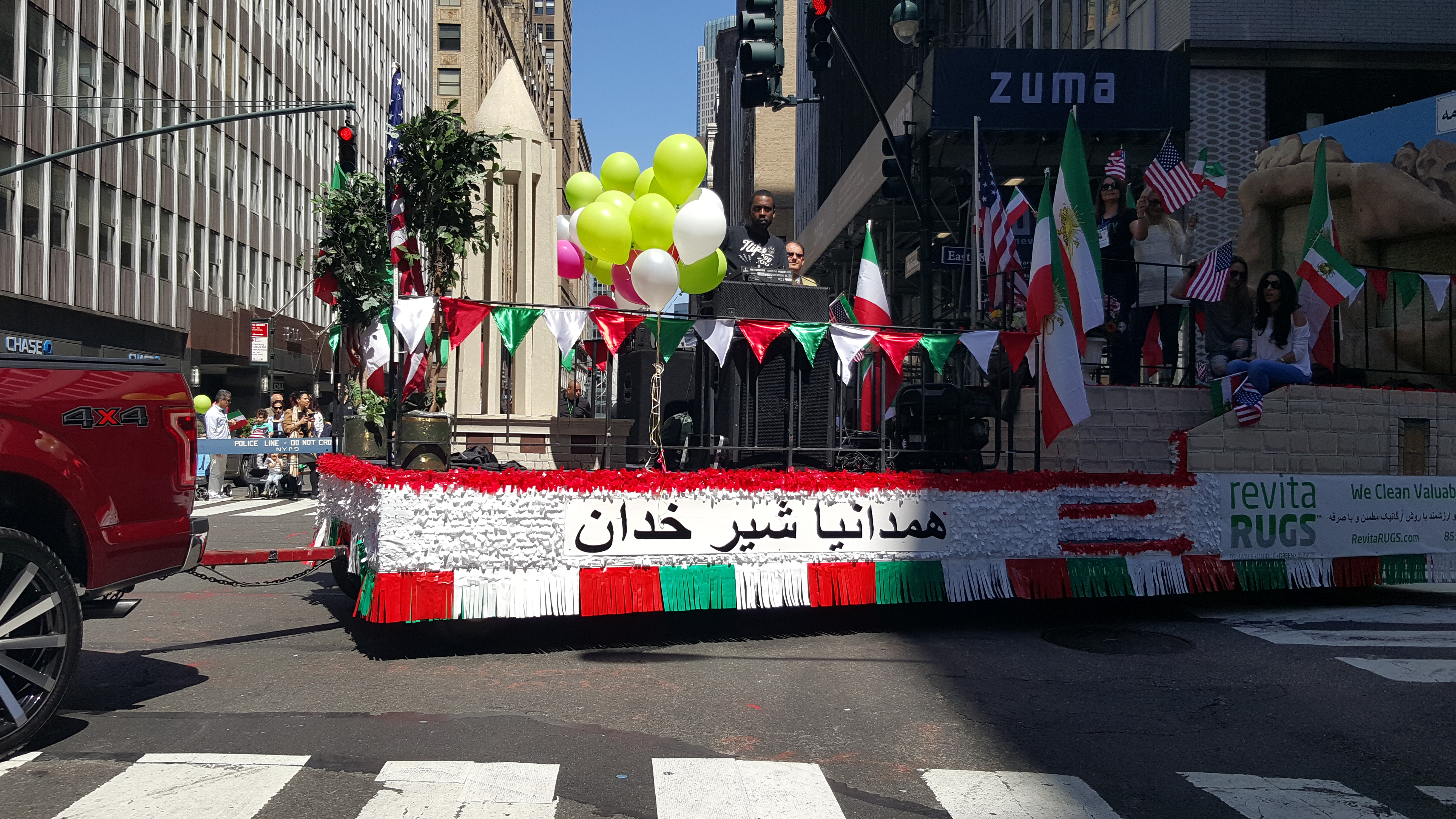
ارابه همدان در رژه ایرانیان

رژه نوروزی ایرانیان نیویورک (به انگلیسی: NY Persian Parade) نام جشن خیابانی سالانه ایرانیان آمریکا است که به مناسبت عید نوروز برگزار می‌شود. پایه‌گذاری این جشن در سال ۲۰۰۴ میلادی توسط گروهی از خانواده‌های ایرانی-آمریکایی نیویورک بوده است. محل برگزاری آن خیابان مدیسون از محلهٔ منهتن شهر نیویورک، و زمان آن معمولاً یک هفته پس از آغاز سال نوی خورشیدی است.
هزاران تن از ایرانیان و دیگر اقوامی که عید نوروز را جشن می‌گیرند، به اجرای آئین‌های مرتبط با نوروز و رقص و پایکوبی در این رژه می‌پردازند.
کارناوال نوروزی ایرانیان، به همّت گروهی از فعالین جامعه ایرانیان نیویورک برگزار می‌شود.